# VIII. obvod (Budapešť)
VIII. obvod, jinak také Józsefváros, se nachází v centru Budapešti. Název Józsefváros znamená „Josefovo město“ na počest Josefa II. Zajímavostí je, že VIII. obvod ve Vídni je po tomto císaři pojmenován také.

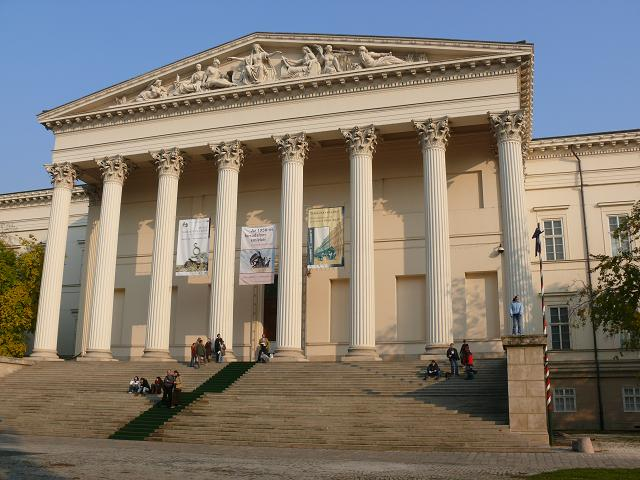
Maďarské národní muzeum

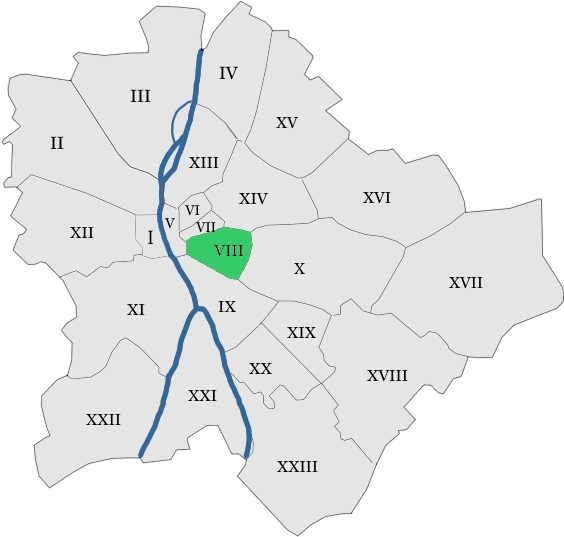
Poloha VIII. obvodu

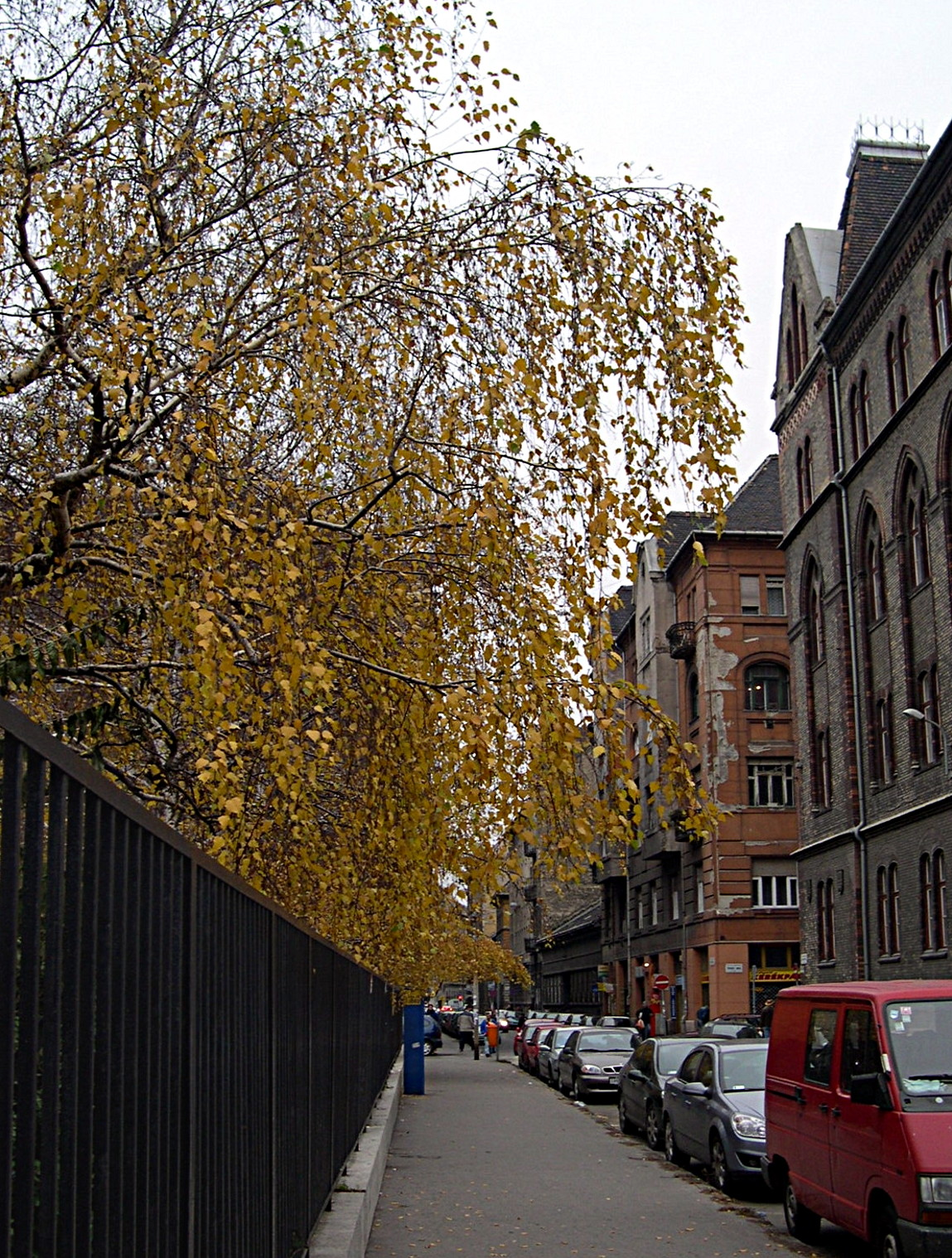
Místní ulice

## Poloha
VIII. obvod leží v centru Budapešti na levém břehu Dunaje.

## Historie
V roce 1720 se zde nacházela osada za hradbami, kde žili zemědělci. Roku 1777 byla tato osada nazvána částí Józsefváros. V 19. století tady bylo postaveno Maďarské národní muzeum, které bylo centrem revoluce v roce 1848.
Při katastrofální povodni roku 1838 bylo skoro celé město zničeno. V roce 1956 bylo v Józsefváros centrum revoluce.

## Doprava
- metro, autobusy, tramvaje
- 2 nádraží

## Pamětihodnosti
- Divadlo Erkel
- Starý hřbitov
- Maďarské národní muzeum
- Kaple sv. Rocha (Józsefváros)
- Starý parlament
- Palác Wenckheim
- Univerzity
- Kostel sv. Josefa (Józsefváros)
- Kostel Srdce Ježíšova (Józsefváros)
- Kostel Narození Panny Marie (Józsefváros)
- Kostel sv. Rity de Cascia (Józsefváros)
- Kostel sv. Terezie z Lisieux (Józsefváros)
- Kostel Panny Marie Maďarské (Józsefváros)
- Kalvinistický kostel (Józsefváros)

## Partnerská města
- Josefstadt, Vídeň, Rakousko
- Iosefin, Temešvár, Rumunsko